# Inverso Pinasca
Inverso Pinasca (piemontesisch l'Invers ëd Pinasca, okzitanisch l'Ënvers de Pinacha) ist eine Gemeinde in der italienischen Metropolitanstadt Turin (TO), Region Piemont.

## Lage und Einwohner
Inverso Pinasca liegt 67 Autokilometer westlich von Turin im alpinen Val Chisone. Das Gemeindegebiet umfasst eine Fläche von 7 km² und hat 690 Einwohner (Stand 31. Dezember 2023).
Die Nachbargemeinden sind Perosa Argentina, Pinasca, Pomaretto, Villar Perosa, Pramollo und San Germano Chisone.

## Geschichte
Die Gemeinde war von 1928 bis 1947 an Pinasca angegliedert. Sehenswert sind die Flugabwehrbunker aus dem Zweiten Weltkrieg, das Waldensermuseum und die Pfarrkirche San.
Francesco da Sales.

## Persönlichkeiten
- Henri Arnaud, (1643–1721), war von 1682 bis 1686 evangelischer Pfarrer in Inverso Pinasca[3]